# Hylochares cruentatus
Hylochares cruentatus är en skalbaggsart som först beskrevs av Leonard Gyllenhaal 1808.  Hylochares cruentatus ingår i släktet Hylochares, och familjen halvknäppare. Enligt den finländska rödlistan är arten starkt hotad i Finland. Arten har ej påträffats i Sverige. Artens livsmiljö är fuktiga lundar.